# Kaponjärkanon
En kaponjärkanon är en mindre kanon som används för närförsvar av en befästning. Som namnet antyder är en kaponjärkanon ofta placerad i en kaponjär, men kan lika väl förekomma i eskarpgallerier och kontereskarpgallerier.
Kalibern ligger ofta mellan 37 och 57 mm. Eftersom skjutavstånden är mycket korta utgörs ammunitionen oftast av kartescher.